# Acrocercops calicella
Acrocercops calicella là một loài bướm đêm thuộc họ Gracillariidae. Loài này có ở Bắc Úc, miền nam half của Queensland và New South Wales.
Sải cánh dài khoảng 8 mm. Adults have a fringe on the trailing edge of each wing. The fore wings have a striking pattern of brown và white. The hind wings are a uniform dark brown.
Ấu trùng ăn các loài Eucalyptus, bao gồm Eucalyptus gummifera, Eucalyptus major, Eucalyptus resinifer, Eucalyptus robustus, Eucalyptus salignus và Eucalyptus triantha. Chúng cuộn lá làm tổ.